# Штаудах-Егерндах
Штаудах-Егерндах (нім. Staudach-Egerndach) — громада в Німеччині, розташована в землі Баварія. Підпорядковується адміністративному округу Верхня Баварія. Входить до складу району Траунштайн. Складова частина об'єднання громад Марквартштайн.
Площа — 19,34 км2. Населення становить 1146 ос. (станом на 31 грудня 2020).